# Константино-Єленінська вежа
55°45′04″ пн. ш. 37°37′20″ сх. д. / 55.751179° пн. ш. 37.622359° сх. д.
Константино-Єленінська вежа (рос. Константино-Еленинская башня) — вежа муру Московського Кремля. Розташована на східній стороні, вище Беклемішевської вежі. Побудована в 1490 році італійським архітектором П'єтро Антоніо Соларі на місці Тимофіївської брами білокам'яного Кремля Дмитра Донського 
. Сьогоднішня назва вежі була дана на початку 17 століття, після побудови церкви святих Костянтина і Олени на території Тайницького саду.

## Історія
Петро Фрязін збудував вежу в 1490 році на місці Тимофіївської брами, вона стала п'ятою його кремлівської вежею. До кінця XV століття її називали за старою звичкою. У Духовній грамоті 1498 року вежа ще значилася як «Тимофіївська брама». Ця брама, в свою чергу, була названа на честь воєводи Дмитра Донського — Тимофія Воронцова-Вельямінова. Ще в 1380 році через цю браму Дмитро Донський виїжджав на Куликовську битву
Археологи Центру історико-містобудівних досліджень відзначають, що з боку Китай-города на Василівському узвозі знаходився глибокий рів, створений Алевізом Фрязіним, «викладенний з обох боків кам'яними стінами завдовжки 253 сажнів, глибиною в 4 сажні, а навпроти Константино-Єленінської брами 6 сажнів; завширшки біля підмурів'я від 14 до 16 сажнів, вгорі на 17 сажнів»
Наявність рову біля Кремля диктує застосування вежі. Константино-Єленінська була проїзна, частина істориків вважає, що вона навіть могла бути головною, тому що сполучала Кремль і Великий посад і була виходом на Китай-город. Наприкінці XV століття до неї вели дві великі вулиці — Всіхсвятська (Варварка) і Велика (згодом це був Мокринський провулок, який проіснував до кінця 1950-х років). Браму вежі не тільки використовували для військових виїздів Івана III та Івана Грозного. У мирний час через неї проїжджали в Кремль посадські мешканці.
Інше важливе застосування вежі — захист під'їзної брами до пристані на Москві-річці. Для цього у вежі була відвідна стрільниця — додаткова вежа для захисту брами, сполучена з мостом. Міст опускався від відвідної стрільниці, а проїзд закривався залізними гратами — герсами. Якщо під час нападу солдати противника проникали в стрільницю, герс опускався і замикали його у кам'яному мішку, де їх обстрілювали з верхніх галерей стрільниці. Після 1508 року добудували другу відвідну стрільницю, вона з'єднувалася з вежею мостом, перекинутим через рів. На початку 1520-х років після набігу кримського хана Мухаммед-Герая німецький інженер Микола Обераке побудував передмостові укріплення з баштами, що ведуть до вежі.
Спочатку вежа, як і всі інші вежі Кремля, не мала конусного завершення. Шатровий верх був добудований над основним четвериком в 1680-х роках. Незважаючи на те, що вежі та шатри зводили в різний час, вони виглядають як єдине ціле . Черепичні дахи з дозорними вишками давали можливість оглядати околиці і попереджати про пожежі, які часто траплялися в дерев'яній Москві.